# Nokia C6-01
Nokia C6-01 —  мобильный телефон, смартфон, производства компании Nokia. Работает под управлением операционной системы Symbian^3. Оснащается 3,2-дюймовым (640×360) емкостным дисплеем с технологией AMOLED. Обладает преимуществами Nokia C7 и Nokia N8, однако за счёт чуть меньшего дисплея стоит значительно дешевле старших моделей.

## Дизайн

### Размеры
- Размер: 103,8 x 52,5 x 13,9 мм.
- Вес (с аккумулятором): 131 г.
- Объём: 65 куб.см.

### Клавиши и методы ввода
- Сенсорное управление
- Клавиша запуска приложения, клавиша звонка и окончания разговора (питания)

### Дисплей и пользовательский интерфейс
- Размер экрана: 3.2"
- Разрешение: 16:9 nHD (640 x 360 пикселей) AMOLED
- 16.7 миллионов цветов
- Емкостный сенсорный экран
- Технология ClearBlack (четкий чёрный цвет на улице)
- Датчик ориентации
- Датчик обнаружения
- Датчик внешнего освещения

### Персональные настройки
- Три настраиваемых рабочих стола
- Настраиваемые темы оформления
- Настраиваемые профили
- Рингтоны: MP3, AAC, eAAC, eAAC +, WMA, AMR-NB, AMR-WB
- Ярлыки, обои, заставки, аудиотемы

## Аппаратное обеспечение
- Процессор ARM11 на 680 МГц
- Медиапроцессор с графическим ядром (GPU) OpenGL ES 2.0
- 500 МБ внутренней памяти (340 МБ доступно пользователю)
- Гнездо для карты памяти MicroSD до 32 ГБ
- 256 MB SDRAM

### Батарея
- BL-5CT 1050 мА·ч Li-Ion батарея
- В режиме разговора (максимум):
  - GSM 378 мин.
  - WCDMA 264 мин.
- В режиме ожидания (максимум):
  - GSM 677 ч.
  - WCDMA 533 ч.
- Воспроизведение видео (максимум): 246 мин.
- Видеозапись (максимум): 144 мин.
- Воспроизведение музыки (максимум): 30 ч.

Время работы зависит от технологии доступа к сети,
конфигурации сети и интенсивности использования.

### Сеть передачи данных
- GPRS/EDGE Class B
- HSDPA Cat9, максимальная скорость до 10.2 Mbps; HSUPA Cat5, максимальная скорость до 2.0 Mbps
- WLAN IEEE 802.11 b/g/n
- Поддержка TCP/IP
- Возможность использования в качестве модема
- Поддержка синхронизации контактов, календаря и записей MS Outlook

### Возможности соединений
- Разъем 2 мм для зарядного устройства
- Bluetooth 3.0
- MicroUSB (возможна зарядка)
- USB 2.0 (USB)
- USB OTG (USB On-The-Go, возможность соединения с периферийными USB-устройствами)
- 3.5 мм. Nokia AV
- FM радио

### Рабочая частота
- GSM/EDGE 850/900/1800/1900
- WCDMA 850/900/1700/1900/2100
- Автоматическое переключение между диапазонами GSM
- Режим полета

## Программное обеспечение и приложения

### Программное обеспечение и пользовательский интерфейс
- ОС Symbian^3, ОС Symbian Anna, OC Nokia Belle, OC Nokia Belle Refresh
- Java MIDP 2.3
- QT4.6, Client Platform 2.0
- QTWTR 1.0, HTML 5.0
- Flashlite 4.0
- Обновление встроенного ПО через сотовую сеть / интернет (FOTA, FOTI)
- OMA DM 1.2, OMA Client Provisioning 1.1

### Приложения
- Nokia Messaging
- Социальные сети
- Карты Ovi с бесплатной навигацией на весь срок службы телефона
- Магазин Ovi
- Nokia Ovi Suite
- Gmail
- Flashlite 4.0
- Ovi Suite 2.2
- Интернет-телевидение
- Игры

### Управление личной информацией
- Подробная контактная информация
- Календарь
- Список дел
- Заметки
- Диктофон
- Калькулятор
- Часы

## Коммуникации

### Электронная почтаи передача сообщений
- Удобный почтовый клиент
- Поддержка протоколов SMTP, IMAP4, POP3, MMS, SMS. Универсальный редактор MMS/SMS.
- Виджет электронной почты
- Редактор SMS/MMS
- Nokia Messaging для электронной почты
- Mail for Exchange

### Управление вызовами
- Ярлыки контактов на рабочем столе
- Современная база данных контактов с поддержкой нескольких номеров телефонов и адресов электронной почты для одной записи плюс возможность добавить небольшое изображение
- Виджет с панелью контактов
- Быстрый набор, голосовой набор (независимо от динамика) и голосовые команды
- Журналы набранных, пропущенных и принятых вызовов
- Конференц-связь
- Встроенный динамик громкой связи
- Видеовызов

## Интернет
- Полнофункциональный просмотр обычных веб-страниц
- Сенсорное управление при просмотре веб-страниц
- Поддержка языков разметки: HTML, XHTML MP, WML, CSS
- Поддержка протоколов: HTTP v1.1, WAP
- Поддержка TCP/IP
- Визуальная история, поддержка HTML и JavaScript, Flash Lite 4.0 и поддержка видео Flash
- Nokia Mobile Search
- Чтение RSS-потоков
- Магазин Ovi для загрузки приложений
- Поддержка потокового видео
- Отображение профилей пользователей социальных сетей в контактах телефона
- Отправка и просмотр фотографий, и информации о местоположении через Ovi с помощью клиента социальных сетей Nokia
- Отображение в календаре телефона событий в социальных сетях

## Навигация
- Интегрированный GPS и A-GPS
- Карты Ovi с бесплатной автомобильной и пешеходной навигацией
- Позиционирование Wi-Fi
- Компас и акселерометр для правильной ориентации дисплея
- Бесплатное получение новых версий карт, предоставляемых сервисом Карты Ovi, с помощью ПО Nokia Ovi Suite

## Фотографии

### Камера
- Камера 8 Мпикс[1] (3264 x 2448)
- 2-кратный цифровой зум
- Двойная светодиодная вспышка
- Вспомогательная камера (VGA) для видеосвязи
- Формат изображений: JPEG/EXIF
- Функция распознавания лиц

## Видео

### Видеокамера
- Основная камера
  - Запись высококачественных видеороликов 16:9
  - Видео высокой четкости с разрешением 720p
  - Видеозапись 720p 25 кадров в секунду с кодеками H264, MPEG-4
  - Настройка режима съемки, освещения, баланса белого, цветового оттенка
- Вспомогательная камера (VGA) для видеосвязи

### Обмен и воспроизведение видео
- Доступ к последнему просмотренному видео и удобное продолжение воспроизведения
- Доступ к видео в интернете, поддержка RSS-потоков и видеоподкастов, прямое беспроводное обновление и загрузка
- Каталог для поиска нового видео в интернете
- Поддержка загрузки (в том числе прогрессивной) и потокового видео
- Поддержка видео в формате Flash
- Виджеты для просмотра потокового видео, транслируемого по каналам интернет-телевидения по требованию
- Поддержка видеосвязи (услуги сети WCDMA)
- Видеокодеки и воспроизводимые форматы: H.264, MPEG-4, VC-1, H.263 (CIF 25 кадров в секунду), Real Video 10 (QVGA 25 кадров в секунду), ON2 VP6 (VGA 25 кадров в секунду), Flash video (VGA 25 кадров в секунду)
- Потоковая передача D1 25 кадров в секунду: MPEG-4; H.264; VC-1, RealVideo 10 (QVGA 15 кадров в секунду), 3GP

## Музыка и аудио

### Музыкальные особенности
- Музыкальный плеер Nokia и монофонический динамик
- Пользовательский интерфейс Cover Flow для просмотра альбомов из музыкальной коллекции
- Музыка Ovi
- Разъем 3,5 мм для стереонаушников
- Музыкальные кодеки: MP3, WMA, AAC, AAC+, eAAC, eAAC+
- Теги ID3 в качестве метаданных для аудиофайлов, обложки альбомов
- Скорость передачи до 320 Кбит/с
- Поддержка DRM: WM DRM, OMA DRM 2.0

### Радио
- Стерео-FM-радио (87,5–108 МГц/76–90 МГц), RDS

## Комплект поставки
В комплект поставки входят:
- Nokia C6-01
- Зарядное устройство Nokia AC-15
- Аккумулятор Nokia BL-5CT
- Минигарнитура (наушники) Nokia WH-102
- Карта памяти microSD Nokia объёмом 2 Гбайта
- Кабель для подключения к компьютеру Nokia CA-179
- Руководство пользователя